# أمعائية مرياحة
أمعائية مرياحة أو إيروباكتر ايروجينس (الاسم العلمي: Enterobacter aerogenes) هي نوع من البكتيريا يتبع جنس الأمعائية من الفصيلة الأمعائيات.